# Лос Аламос (окръг)
Вижте пояснителната страница за други значения на Лос Аламос.
Окръг Лос Аламос (на английски: Los Alamos County) е окръг в щата Ню Мексико, Съединени американски щати. Площта му е 282 km², а населението – 18 738 души (2017). Административен център е град Лос Аламос.